# E-MID
e-MID SIM SpA era una società partecipata da banche italiane ed estere e supervisionata da Banca d'Italia e da Consob. Gestiva il mercato interbancario dei depositi (lira e poi euro) dal 1999. È stato il primo mercato elettronico per i depositi interbancari e i derivati di tasso in Europa.
Gestiva inoltre il MIC (mercato interbancario collateralizzato), nato nel 2009 su iniziativa congiunta della E-Mid, della Banca d'Italia e dell'ABI per favorire la ripresa a seguito della crisi finanziaria del 2007-2008. La partecipazione ai mercati era aperta alle banche e ai soggetti vigilati (SGR, SIM, Fondi pensione, Società di assicurazione ecc.).
La società è in liquidazione volontaria dal 5 settembre 2019 e, dal 26 febbraio 2020 la Consob ha cancellato la E-MID dall'albo delle società di intermediazione mobiliare